# 張相 (嘉靖丙戌進士)
張相（？—？），字子良，山东東昌府臨清州人，明朝政治人物。

## 生平
其先为济南府齐河县人。嘉靖五年（1526年）中式丙戌科進士。历任平阳府推官、山西巡按御史、南直隶提学御史等职务。嘉靖十二年四月勒令冠帶閑住。